# Caledonia (Missouri)
Caledonia és una població dels Estats Units a l'estat de Missouri. Segons el cens del 2000 tenia 158 habitants.

## Demografia
Segons el cens del 2000, Caledonia tenia 158 habitants, 66 habitatges, i 40 famílies. La densitat de població era de 435,7 habitants per km².
Dels 66 habitatges en un 31,8% hi vivien nens de menys de 18 anys, en un 50% hi vivien parelles casades, en un 12,1% dones solteres, i en un 37,9% no eren unitats familiars. En el 30,3% dels habitatges hi vivien persones soles el 16,7% de les quals corresponia a persones de 65 anys o més que vivien soles. El nombre mitjà de persones vivint en cada habitatge era de 2,39 i el nombre mitjà de persones que vivien en cada família era de 3.
Per edats la població es repartia de la següent manera: un 25,3% tenia menys de 18 anys, un 13,9% entre 18 i 24, un 27,2% entre 25 i 44, un 20,3% de 45 a 60 i un 13,3% 65 anys o més.
L'edat mediana era de 29 anys. Per cada 100 dones de 18 o més anys hi havia 87,3 homes.
La renda mediana per habitatge era de 24.833 $ i la renda mediana per família de 28.125 $. Els homes tenien una renda mediana de 20.179 $ mentre que les dones 15.625 $. La renda per capita de la població era de 10.685 $. Entorn del 19,1% de les famílies i el 29,3% de la població estaven per davall del llindar de pobresa.

## Poblacions més properes
El següent diagrama mostra les poblacions més properes.